# Matthew Gwinne
Matthew Gwinne, född cirka 1558, död i oktober 1627, var en engelsk läkare. Han var son till Edward Gwinne, som var av walesisk härkomst. Den 28 april 1570 började han på Merchant Taylors' School i London och han fortsatte sedan på St John's College i Oxford. När Elisabet I av England besökte skolan i september 1592 var Gwinne medverkande under en debatt i etik som hölls där. Den 17 juli 1593 mottog han sin läkarexamen, efter rekommendationer av Thomas Sackville, 1:e earl av Dorset.
Efter öppnandet av Gresham College nominerades Gwinne den 14 februari 1597 att bli professor i medicin där, vilket han blev den första personen att bli utsedd till. Han började undervisa på Gresham College under 1598. 1605 utsågs han till läkare på Towern. Två år senare avgick Gwinne som professor och han bosatte sig på St Mary Magdalen Old Fish Street i London, där han avled i oktober 1627.